# Ik haal alles uit het leven
Ik haal alles uit het leven is een lied van de Nederlandse zanger André Hazes jr.. Het werd in 2017 als single uitgebracht en stond in hetzelfde jaar als eerste track op het album Wijzer.

## Achtergrond
Ik haal alles uit het leven is geschreven door Edwin van Hoevelaak, Bram Koning en André Hazes jr. en geproduceerd door Van Hoevelaak. Het is een lied uit het genre levenspop. In het lied zingt de artiest over hoe hij zijn leven leeft; hij geniet ervan en trekt zijn eigen plan. Het nummer was de titelsong van het televisieprogramma André Hazes: ik haal alles uit het leven, welke vanaf 2017 tot 2019 op de Nederlandse televisie was te zien. De single heeft in Nederland de gouden status.
Een maand nadat de zanger het origineel uitbracht, kwam hij met een instrumentale versie. Het lied werd in 2020 door de Vlaamse dj Regi en de Nederlandse zanger Jaap Reesema bij het televisieprogramma Liefde voor muziek gecoverd onder de titel Alles uit het leven.

## Hitnoteringen
De zanger had weinig succes met het lied in de Nederlandse hitlijsten. Er was geen notering in de Single Top 100 en ook de Top 40 werd niet bereikt. Bij laatstgenoemde was er wel de zestiende positie in de Tipparade.